# بين ماكلولين
بين ماكلولين (بالإنجليزية: Ben McLaughlin)‏ هو لاعب كرة قدم أمريكية أمريكي، ولد في 22 سبتمبر 1986 في ديريكز في الولايات المتحدة.